# Distretto di Luis Carranza
Il distretto di Luis Carranza è uno dei dieci  distretti della provincia di La Mar, in Perù. Si trova nella regione di Ayacucho e si estende su una superficie di 207,64 chilometri quadrati.

Istituito l'11 dicembre 1963, ha per capitale la città di Pampas; nel censimento del 2005 contava 2.455 abitanti.